# 真言宗東寺派
真言宗東寺派（しんごんしゅうとうじは）は、日本における真言宗系の宗派の一つである。

## 沿革
真言宗東寺派の歴史は、教王護国寺（東寺）の開創に始まる。823年（弘仁14年）に教王護国寺は嵯峨天皇から空海に下賜され、真言密教の根本道場となった。
以降、江戸時代まで、教王護国寺は真言宗の長者寺としてその役割を果たしてきたが、明治時代に入ると、明治政府の宗教政策により、真言宗は、古義真言宗・新義真言宗各派が合同することとなり、1879年（明治12年）に教王護国寺を総本山として合同する。
管長を古義派（金剛峯寺・教王護国寺）と新義派（智積院・長谷寺）の4寺院から互選することとなり、教王護国寺は管長を選出する四本山の一つとなった。
しかし、反発も多く、多数の寺院が離脱していくなかで1901年（明治34年）に教王護国寺は、真言宗山階派・真言宗小野派・真言宗泉涌寺派とともに四派聯合を形成していたものの、最終的にはそれも分裂し、1907年（明治40年）、教王護国寺を総本山とする真言宗東寺派として独立し、真言宗は解体された。
1941年（昭和16年）3月、古義真言宗・新義真言宗系の宗派が政府の政策によって合同し、大真言宗が成立する。
戦後、大真言宗から、1946年（昭和21年）2月に真言宗東寺派と旧称に復して独立した。1952年（昭和27年）9月3日に宗教法人認証。
しかし、1963年（昭和38年）に、教王護国寺を中心とした宗派の形態に復帰することを目的に、真言宗東寺派から東寺真言宗が分派独立することとなった。1974年（昭和49年）10月25日に認証された。

## 宗務組織
- 管長
- 宗務長
- 財務部
- 庶務部
- 教学部

（財務部・庶務部・教学部にそれぞれ部長・主事を1名置く）
- 宗会
- 議長・副議長
- 制度調査委員会
- 教学委員会
- 宗会議員（6名）
- 宗務所 
  - 正法寺（京都市西京区大原野春日町）

## 真言宗東寺派管長歴代
1. 鎌田観応
2. 木村昇道
3. 日下義禅
4. 山本忍梁
5. 木村澄覚
6. 草野栄龍
7. 吉川律城
8. 藤田研道
9. 峯　孝雅

## 寺格
- 別格本山-正法寺（京都市西京区）
- 一般寺院
  - 勝福寺（神奈川県小田原市）
  - 吉祥寺（愛媛県西条市）
  - 明治寺（東京都中野区）
  - 十善戒寺（東京都練馬区）